# Francisco Virgós
Francisco Virgós Baello, né le 19 août 1920 à Barcelone (Catalogne, Espagne) et mort le 9 mars 2000, est un footballeur espagnol qui jouait au poste de milieu de terrain.

## Biographie
Virgós joue au FC Barcelone entre 1937 et 1949. En 1940, il est prêté au Cádiz CF jusqu'en 1942, puis au CD Málaga jusqu'en 1944.
En 1944, il retourne au FC Barcelone. Il n'est pas titulaire en raison de la présence de joueurs tels que les frères Gonzalvo et de Francesc Calvet. Virgós joue 46 matchs avec le Barça, il remporte deux championnats d'Espagne (1948 et 1949), une Coupe Eva Duarte (1949) et une Coupe Latine (1949).
En décembre 1949, il est recruté par l'UE Sant Andreu, puis en 1950 par le FC Cartagena. Il met un terme à sa carrière de joueur en 1951.

## Palmarès
Avec le FC Barcelone :
- Champion d'Espagne en 1948 et 1949
- Vainqueur de la Coupe Eva Duarte en 1949
- Vainqueur de la Coupe Latine en 1949
- Vainqueur de la Copa Oro Argentina en 1946